# De La Chapelle Parcours
Le Parcours est une automobile conçue par le constructeur français De La Chapelle. Seulement 3 exemplaires seront produits entre 1990 et 1991.
C'est un monospace haut de gamme à l'allure sportive, motorisé selon les exemplaires, par un V12 Jaguar développant 273 ch ou par un V8 Mercedes-Benz de 326 ch.
Sur les trois modèles produits, un seul sera totalement abouti, les deux précédents étant des préséries.

## Historique
En 1988, De La Chapelle lance le projet d'un concept-car monospace très haut de gamme qui disposerait de toutes les avancées techniques, à la suite d'une commande particulière d'un client étranger.
Le Parcours sera finalement réalisé en trois exemplaires:
- Le premier exemplaire est conçu uniquement pour les premiers essais, seul le hayon du véhicule était ouvrant. Cette première version était motorisée par un V12 5,3 litres Jaguar de 273 ch.
- Le deuxième, servant de présérie ne sera pas totalement finalisé. Il est motorisé par un V8 5 litres Mercedes-Benz développant 326 ch et pouvant aller jusqu'à 240 km/h en vitesse de pointe.

Cet exemplaire fut exposé par la firme de Xavier de La Chapelle lors du Salon de Genève de 1992.
- Le troisième et dernier exemplaire sera totalement abouti. Il dispose également du V8 Mercedes-Benz doté de 4 arbres à cames en tête et sera, contrairement à ces deux prédécesseurs, homologué pour circuler sur la route.

Dessiné par Bertrand Barré, le Parcours évoque puissance et rapidité, notamment grâce à une ligne étudiée en soufflerie, et offrant un Cx de 0,28.
Six, sept ou huit personnes, selon les versions, pouvaient prendre place dans le véhicule, équipé de jantes aluminium monobloc OZ Racing de 16 pouces et chaussé par des pneus Michelin  235/60 ZR 16.
Le projet finira pas être abandonné au début des années 90, à cause de la première guerre du golfe qui engendrera des problèmes économiques. Et puis le client étranger qui avait demandé ce véhicule s'est désisté. Sans oublier que le Parcours était affiché à un prix très élevé (environ 600 000 francs). Les trois prototypes seront donc revendus tel quels. D'après Xavier De la Chapelle les trois véhicules existent encore et ils sont tous homologués sur la route.

## Motorisations
| Essence | Essence             | Essence   | Essence                        | Essence                | Essence       |
| Modèle  | Cylindres/ Soupapes | Cylindrée | Puissance maxi                 | Couple maxi            | Vmax          |
| ------- | ------------------- | --------- | ------------------------------ | ---------------------- | ------------- |
| V12 5.3 | 12/24               | 5 300 cm3 | 201 kW (273 ch) à 5 250 tr/min | 412 N m à 2 800 tr/min | 240 km/h      |
| V8 5.0  | 8/32                | 4 973 cm3 | 240 kW (326 ch) à 5 500 tr/min | 441 N m à 4 000 tr/min | + de 240 km/h |